# Lista prefecților Bucureștiului
Lista prefecților Bucureștiului:
- 20.02.1992 - 08.02.1993 : Doru Viorel Pană
- 08.02.1993 - 20.08.1996 : Gheorghe Vâlceanu
- 20.08.1996 - 28.12.1996 : Gheorghe Simion
- 28.12.1996 - 26.01.2001 : Ion Iordan
- 26.01.2001 - 17.01.2002 : Mihai Ion Florin Luican
- 17.01.2002 - 20.06.2003 : Gabriel Oprea
- 10.07.2003 - 13.11.2003 : Petre Botezatu Enescu
- 13.11.2003 - 05.08.2004 : Ovidiu Grecea
- 06.08.2004 - 07.01.2005 : Dan Darabont
- 07.01.2005 - 13.01.2005 : Silvian Ionescu
- 23.01.2005 - 03.09.2007 : Mioara Mantale
- 03.09.2007 - 19.06.2008 : Cătălin Deaconescu
- 19.06.2008 - 12.03.2009 : Ion Țincu [1]
- 12.03.2009 - 11.04.2011 : Mihai Cristian Atănăsoaei[2]
- 18.04.2012 - 18.05.2012  : Cristina Coruț[3]
- 18.05.2012 - 02.04.2014 : Georgeta Gavrilă
- 02.04.2014 - 02.04.2017 : Paul Nicolae Petrovan
- 02.04.2017 - 04.05.2017 : Corneliu Cîrstea (Subprefect al Municipiului București - imputernicit Prefect)
- 05.05.2017 - 08.07.2018 : Adrian Petcu
- 09.07.2018 - 20.12.2018 : Speranța Cliseru
- 09.01.2019 - 30.07.2019 : Sever - Romulus Stana
- 31.07.2019 - 11.12.2019 : Marius - Cristian Ghincea
- 11.12.2019 - 21.05.2020 : Nicoleta - Matilda Goleac (Subprefect al Municipiului București - împuternicit Prefect)
- 22.05.2020 - 19.10.2020 : Gheorghe Cojanu
- 22.10.2020 - 04.03.2021: Traian Berbeceanu
- 10.03.2021 - 09.09.2021: Alin Stoica[4]
- 09.09.2021 - 07.10.2021: Florela-Antonela Ghiță (Subprefect al Municipiului București - împuternicit Prefect)[5]
- 07.10.2021 - 04.05.2022: Alexandra-Georgiana Văcaru[6]
- 04.05.2022 - 29.03.2023: Toni Greblă[7][8]
- 27.07.2023 - 11.04.2024 Rareș Hopincă
- 12.04.2024 - (in funcție) Mihai Mugur Toader [9]